# Giacomo della Porta
Giacomo della Porta (Porlezza, Lombardija oko 1532. – Rim 1602.) bio je talijanski arhitekt i kipar, koji je radio na puno značajnih građevina u Rimu, između ostalog i na Bazilici sv. Petra.

## Život i djelo
Giacomo della Porta rođen je u obitelji tradicionalnih lombardijskih graditelja i klesara - comacina. Zanatu se učio kod ujka Bartolomea u Genovi, zajedno su se preselili u Rim i uključili se u krug suradnika i pomoćnika Michelangela Buonarrotija, te kasnije Jacopa da Vignole. Suradnja s ta dva velikana arhitekture i umjetnosti presudno je utjecala na Della Portin umjetnički razvoj.
Nakon 1563. Della Porta je preuzeo izvođenje obnove Campidoglia po Michelangelovim nacrtima, on je završio po svojim nacrtima pročelje na Palazzo Senatorio (zajedno s Girolamom Rainaldijem) i cordonate (stube) koje vode do Piazze del Campidoglio.
Nakon smrti Vignole 1573., Della Porta je preuzeo gradnju slavne jezuitske crkve Il Gesu, obrasca za sve kasnije barokne crkve isusovačkog reda, nakon 1584. godine izmijenio je i dovršio pročelje po vlastitim nacrtima.
Od 1573. godine bio je zadužen za izgradnju Bazilike sv. Petra, on je u suradnji s Domenicom Fontana, završio Michelangelovu kupolu između 1588. – 1590. godine.
Giacomo della Porta sudjelovao je u gradnji i završio brojne rimske fontane iz 16. stoljeća, između ostalog radio je na Fontani na Piazza del Popolo, Neptunovoj fontani i Fontani del Moro na Piazza Navona.

## Izabrana djela
- Oratorio del SS. Crocifisso (1562. – 1568.)
- Crkva Il Gesu (1571. – 1575.)
- Fontana u Palazzo Borghese (1573.)
- Fontana na Piazza Colonna (1574.)
- Fontana del Moro na Piazza Navona (1575.)
- Fontana ispred Panteona u Rimu
- Palazzo Senatorio na Campidogliu (1573. – 1602.)
- Palazzo della Sapienza (Rektorat Rimskog sveučilišta)  (1578. – 1602.)
- Palazzo Capizucchi (1580.)
- Crkva Santa Maria dei Monti (1580.)
- Crkva Sant'Atanasio dei Greci (1581.)
- Pročelje crkve San Luigi dei Francesi (1589.)
- Fontana delle Tartarughe (1584.)
- Crkva Santa Maria Scala Coeli (1582. – 1584.)
- Palazzo Marescotti (1585.)
- Palazzo Serlupi (1585.)
- Crkva Trinità dei Monti (1586.)
- Fontana na Piazza alli Monti (1589.)
- Kupola St. Peter's Basilica (1588. – 1590.)
- Fontana na Piazza di Santa Maria in Campitelli (1589.)
- Fontana ispred crkve SS. Venanzio e Ansovino (1589.)
- Fontana della Terrina (1590.)
- Kiparska kompozicija  "Isus Krist predaje ključeve raja sv. Petru" (1594.), oltar u kapeli sv. St. Petra u crkvi Santa Pudenziana
- Palazzo Fani (1598)
- Crkva San Paolo alle Tre Fontane (1599.)
- Crkva San Nicola in Carcere (1599.)
- Palazzo Albertoni Spinola (1600.)
- Villa Aldobrandini (1600. – 1602.) u Frascatiju
- Kapela Aldobrandini (1600. – 1602.) u crkvi Santa Maria sopra Minerva